# Liste der Straßen und Plätze in Hamburg-Lokstedt

Lage von Lokstedt in Hamburg und im Bezirk Eimsbüttel (hellrot)

Die Liste der Straßen und Plätze in Lokstedt ist eine Übersicht der im Hamburger Stadtteil Lokstedt vorhandenen Straßen und Plätze. Sie ist Teil der Liste der Verkehrsflächen in Hamburg.

## Überblick
In Lokstedt (Ortsteilnummer 317) leben 31429 Einwohner (Stand: 31. Dezember 2023) auf 4,9 km². Lokstedt liegt in den Postleitzahlenbereichen 20253, 20255, 22527 und 22529.
In Lokstedt gibt es 114 benannte Verkehrsflächen, darunter zwei Plätze.

## Übersicht der Straßen
Die nachfolgende Tabelle gibt eine Übersicht über alle benannten Verkehrsflächen – Straßen, Plätze und Brücken – im Stadtteil sowie einige dazugehörige Informationen. Im Einzelnen sind dies:
- Name/Lage: aktuelle Bezeichnung der Straße, des Platzes oder der Brücke. Über den Link (Lage) kann die Straße, der Platz oder die Brücke auf verschiedenen Kartendiensten angezeigt werden. Die Geoposition gibt dabei ungefähr die Mitte an. Bei längeren Straßen, die durch zwei oder mehr Stadtteile führen, kann es daher sein, dass die Koordinate in einem anderen Stadtteil liegt.
- Straßenschlüssel: amtlicher Straßenschlüssel, bestehend aus einem Buchstaben (Anfangsbuchstabe der Straße, des Platzes oder der Brücke) und einer dreistelligen Nummer.
- Länge/Maße in Metern:
Hinweis: Die in der Übersicht enthaltenen Längenangaben sind nach mathematischen Regeln auf- oder abgerundete Übersichtswerte, die im Digitalen Atlas Nord[1] mit dem dortigen Maßstab ermittelt wurden. Sie dienen eher Vergleichszwecken und werden, sofern amtliche Werte bekannt sind, ausgetauscht und gesondert gekennzeichnet.
Bei Plätzen sind die Maße in der Form a × b bei rechteckigen Anlagen oder a × b × c bei dreiecksförmigen Anlagen mit a als längster Kante dargestellt.
Der Zusatz (im Stadtteil) gibt an, wie lang die Straße innerhalb des Stadtteils ist, sofern sie durch mehrere Stadtteile verläuft.
- Namensherkunft: Ursprung oder Bezug des Namens.
- Datum der Benennung: Jahr der offiziellen Benennung oder der Ersterwähnung eines Namens, bei Unsicherheiten auch die Angabe eines Zeitraums.
- Anmerkungen: Weitere Informationen bezüglich anliegender Institutionen, der Geschichte der Straße, historischer Bezeichnungen, Baudenkmale usw.
- Bild: Foto der Straße oder eines anliegenden Objektes.

| Name/Lage                     | Straßen- schlüssel | Länge/Maße (in Metern) | Namensherkunft | Datum der Benennung | Anmerkungen | Bild                      |
| ----------------------------- | ------------------ | ---------------------- | --- | ------------------- | --- | ------------------------- |
| Ahornallee (Lage)             | A047               | 0490                   | nach der ursprünglichen Bepflanzung | 1929                | | Ahornallee                |
| Alma-Ohlmann-Weg (Lage)       | A758               | 0220                   | Alma Ohlmann (1909–2005) | 2018                | Ohlmann leitete seit 1976 Gymnastikgruppen, ab 1996 auch den Seniorenkreis für die Stadtteile Lokstedt, Niendorf und Schnelsen, 2003 Auszeichnung mit der „Medaille für treue Arbeit im Dienste des Volkes“                                                     | Alma-Ohlmann-Weg          |
| Alte Kollaustraße (Lage)      | A125               | 0355                   | nach dem Verlauf der ehemaligen Kollaustraße | 1962                | | Alte Kollaustraße         |
| Alter Schulweg (Lage)         | A154               | 0115                   | nach der Funktion zu einer ehemaligen Schule führend                                                                                             | 1928                | | Alter Schulweg            |
| An der Lohbek (Lage)          | A404               | 0115                   | nach der Lage an der Lohbek | 1958                | | An der Lohbek             |
| Ansgarweg (Lage)              | A441               | 0175                   | Ansgar von Bremen (801–865), Benediktinermönch                                                                                                   | 1962                | | Ansgarweg                 |
| Azaleenweg (Lage)             | A541               | 0095                   | nach dem gleichnamigen Rhododendrongewächs | 1952                | | Azaleenweg                |
| Baarkamp (Lage)               | B005               | 0245                   | nach einem Flurnamen | 1934                | Baar bedeutet Eber, die Schweine wurden hier zur Eichelmast getrieben. | Baarkamp                  |
| Beethovenallee (Lage)         | B138               | 0145                   | Ludwig van Beethoven (1770–1827), Komponist | vor 1934            | | Beethovenallee            |
| Behrkampsweg (Lage)           | B149               | 0370                   | nach einer Flurbezeichnung | vor 1934            | Beer ist die germanische Bezeichnung für Eber, hier wurde also Schweinemast betrieben. | Behrkampsweg              |
| Behrmannplatz (Lage)          | B150               | 0065 × 40              | nach der alteingesessenen Bauernfamilie Behrmann, die zahlreiche Vögte stellte                                                                   | 1948                | | Behrmannplatz             |
| Bei der Lutherbuche (Lage)    | B176               | 0455                   | nach der vor dem Pastorat seit langem stehende Buche                                                                                             | 1950                | | Bei der Lutherbuche       |
| Beiersdorfstraße (Lage)       | B                  | 0325                   | Paul Beiersdorf (1836–1896), Apotheker und Firmengründer (Beiersdorf AG)                                                                         | 2023                | vorher Teil der Troplowitzstraße | Beiersdorfstraße          |
| Beim Amsinckpark (Lage)       | B196               | 0120                   | nach der Lage am gleichnamigen Park, dessen Benennung auf den Kaufmann Wilhelm Amsinck (1821–1909) zurückgeht                                    | 1957                | | Beim Amsinckpark          |
| Beim Opferstein (Lage)        | B216               | 0300                   | nach den noch 1800 vorhandenen Resten eines germanischen Opfersteins                                                                             | 1952                | | Beim Opferstein           |
| Berchtungweg (Lage)           | B217               | 0260                   | nach einer lombardischen Sagenfigur | 1956                | | Berchtungweg              |
| Bötelkamp (Lage)              | B449               | 0255                   | nach einem Flurnamen, der gerodetes Land meint                                                                                                   | 1949                | | Bötelkamp                 |
| Brehmweg (Lage)               | B585               | 0060 (im Stadtteil)    | Alfred Brehm (1829–1884), Zoologe und Schriftsteller                                                                                             | 1948                | westlich des Lenzwegs in Stellingen | Brehmweg                  |
| Brunsberg (Lage)              | B646               | 0430                   | nach dem Brunsberg bei Höxter | 1947                | | Brunsberg                 |
| Buchenallee (Lage)            | B658               | 0255                   | nach der Bepflanzung mit Buchen | vor 1934            | | Buchenallee               |
| Bullenredder (Lage)           | B696               | 0220                   | nach einem Flurnamen als Zugang zu einer Bullenwiese                                                                                             | 1945                | | Bullenredder              |
| Butenfeld (Lage)              | B737               | 0560                   | nach einer Flurbezeichnung | 1951                | Niederdeutsch buten = außen Straßenfläche komplett in Lokstedt, nur die Grundstücke auf der Ost- bzw. Südseite liegen in Eppendorf | Butenfeld                 |
| Clematisweg (Lage)            | C041               | 0130                   | nach dem gleichnamigen Hahnenfußgewächs | 1939                | | Clematisweg               |
| Corveystraße (Lage)           | C057               | 0290                   | Kloster Corvey in Höxter | 1948                | | Corveystraße              |
| Deelwisch (Lage)              | D050               | 0890                   | entweder nach einer in einer Niederung liegenden Wiese (Wisch) oder nach der wörtlichen Übersetzung „Teilwiese“                                  | vor 1934            | Straßenfläche komplett in Lokstedt, Grundstücke auf der westlichen Seite zwischen Gazellenkamp und Hinter der Lieth in Stellingen | Deelwisch                 |
| Deepenstöcken (Lage)          | D056               | 0190                   | nach einem Flurnamen | vor 1934            | niederdeutsch deep = tief, Stöcke sind Baumstümpfe | Deepenstöcken             |
| Dianaweg (Lage)               | D085               | 0085                   | Diana, römische Göttin der Jagd | 1952                | | Dianaweg                  |
| Döhrnstraße (Lage)            | D126               | 0385                   | nach der Flurbezeichnung „Im Dorn“ | 1883                | | Döhrnstraße               |
| Döhrntwiete (Lage)            | D127               | 0295                   | nach der Flurbezeichnung „Im Dorn“ | 1883                | | Döhrntwiete               |
| Döringweg (Lage)              | B445               | 0165                   | Ernst August von Döring (1767–1850), deutsch-dänischer Politiker                                                                                 | 1958                | | Döringweg                 |
| Ehrenschildtstraße (Lage)     | E049               | 0080                   | Conrad Biermann von Ehrenschildt, von 1683 bis 1698 Landdrost in Pinneberg und Martin Conrad von Ehrenschildt, von 1698 bis 1701 im gleichen Amt | 1948                | Die Straße existiert nicht mehr. |                           |
| Eidelstedter Weg (Lage)       | E077               | 0650 (im Stadtteil)    | Hamburger Stadtteil Eidelstedt | 1896                | Auf Lokstedter Gebiet liegt nur die nördliche Straßenhälfte zwischen U-Bahnhof Lutterothstraße und dem Grundstück mit der Hausnummer 10. Westlich des Bahnhofs in Stellingen und Eimsbüttel, östlich von Hausnummer 10 in Hamburg-Hoheluft-West und Eimsbüttel. | Eidelstedter Weg          |
| Emil-Andresen-Straße (Lage)   | E175               | 1045                   | Emil Andresen (1850–1918), von 1900 bis 1918 Gemeindevorsteher in Lokstedt                                                                       | 1949                | | Emil-Andresen-Straße      |
| Erlenstraße (Lage)            | E212               | 0295                   | nach dem gleichnamigen Laubbaum | um 1896             | | Erlenstraße               |
| Feldhoopstücken (Lage)        | F060               | 0385                   | nach einem Flurnamen | 1940                | | Feldhoopstücken           |
| Gazellenkamp (Lage)           | G030               | 0655 (im Stadtteil)    | nach der Gazelle und in Anlehnung an den an der Straße gelegenen Tierpark Hagenbeck                                                              | 1948                | westlich der Kreuzung Deelwisch/Lokstedter Grenzstraße in Stellingen | Gazellenkamp              |
| Glockenblumenweg (Lage)       | G116               | 0135                   | nach der gleichnamigen Pflanzengattung | 1939                | | Glockenblumenweg          |
| Grandweg (Lage)               | G201               | 1610                   | nach dem ursprünglichen Belag der Straße | vor 1938            | | Grandweg                  |
| Grelckstraße (Lage)           | G217               | 0440                   | Hans Grelck, erster um 1590 namentlich bekanntgewordener Vogt in Niendorf                                                                        | 1948                | | Grelckstraße              |
| Hagenbeckstraße (Lage)        | H038               | 0100 (im Stadtteil)    | Carl Hagenbeck (1844–1913), Zoodirektor | 1949                | nur östliche Straßenhälfte zwischen Eidelstedter Weg und Lenzweg in Lokstedt, sonst in Stellingen | Hagenbeckstraße           |
| Hagendeel (Lage)              | H040               | 0945                   | nach einem Flurnamen (abgetrennter Waldbezirk)                                                                                                   | vor 1934            | niederdeutsch Deel = Teil | Hagendeel                 |
| Hartnitweg (Lage)             | H150               | 0085                   | nach der altsächsischen Fassung der Wolfdietrich-Sage                                                                                            | 1948                | | Hartnitweg                |
| Hartsprung (Lage)             | H151               | 0210                   | nach einer sagenhaften Ritterburg auf der dänischen Insel Alsen                                                                                  | 1948                | | Hartsprung                |
| Heckenrosenweg (Lage)         | H212               | 0385                   | nach der gleichnamigen Rosenart | 1950                | | Heckenrosenweg            |
| Heimat (Lage)                 | H270               | 0210                   | nach der Wohnungsbaugesellschaft Neue Heimat | vor 1934            | | Heimat                    |
| Heinrich-Kock-Weg (Lage)      | H874               | 0315                   | Heinrich Kock (1904–1990), seit 1927 Mitglied der Freiwilligen Feuerwehr Lokstedt, mehrfach ausgezeichnet                                        | 2017                | | Heinrich-Kock-Weg         |
| Henning-Wulf-Weg (Lage)       | H349               | 0205                   | Henning Wulf, Kirchspielvogt | 1948                | Wulf führte 1472 die Aufständischen in der Wilstermarsch gegen König Christian I. | Henning-Wulf-Weg          |
| Herlingsburg (Lage)           | H363               | 0220                   | nach der im östlichen Lipper Bergland gelegenen Herlingsburg                                                                                     | 1948                | | Herlingsburg              |
| Hildburgweg (Lage)            | H424               | 0150                   | nach einer Figur aus dem lombardischen Sagenkreis                                                                                                | 1965                | | Hildburgweg               |
| Hinter der Lieth (Lage)       | H455               | 1035                   | nach einer Flurbezeichnung, Lieth bedeutet leicht abfallende Anhöhe                                                                              | vor 1880            | | Hinter der Lieth          |
| Hofloh (Lage)                 | H525               | 0080                   | nach einem Flurnamen | 1948                | | Hofloh                    |
| Höxterstraße (Lage)           | H519               | 0315                   | Höxter, Stadt in Nordrhein-Westfalen | 1948                | | Höxterstraße              |
| Hubert-Fichte-Weg (Lage)      | H861               | 0070                   | Hubert Fichte (1935–1986), Schriftsteller und Ethnograph                                                                                         | 2012                | | Hubert-Fichte-Weg         |
| Hugh-Greene-Weg (Lage)        | H828               | 0085                   | Hugh Greene (1910–1987), britischer Journalist                                                                                                   | 2001                | | Hugh-Greene-Weg           |
| Jägerlauf (Lage)              | J012               | 0410                   | frei gewählter Name | 1949                | | Jägerlauf                 |
| Julius-Vosseler-Straße (Lage) | J094               | 2475                   | Julius Vosseler (1861–1933), Zoologe | 1948                | | Julius-Vosseler-Straße    |
| Kellerbleek (Lage)            | K127               | 0075 (im Stadtteil)    | nach den Begriffen „Keller“ für Hünengräber und „Bleek“ für ein ebenes, freies Stück Land                                                        | 1948                | komplette Straßenfläche und östliche Straßenseite ab Bahnbrücke nördlich in Groß-Borstel, Grundstücke 3 und 5 auf westlicher Seite in Niendorf, südlich der Bahnbrücke komplett in Lokstedt                                                                     | Kellerbleek (HH-Lokstedt) |
| Kiesgrube (Lage)              | K173               | 0110                   | nach einer ehemals dort gelegenen Kiesgrube | 1967                | | Kiesgrube                 |
| Kollaustraße (Lage)           | K349               | 0695 (im Stadtteil)    | Kollau, Nebenfluss der Tarpenbek | 1948                | nördlich der Bahnbrücke in Niendorf | Kollaustraße              |
| Koppelstraße (Lage)           | K370               | 0235                   | nach der Funktion zu einer Koppel führend | 1928                | westlich der Lokstedter Grenzstraße in Stellingen | Koppelstraße              |
| Lembekstraße (Lage)           | L119               | 0440                   | nach der gleichnamigen holsteinischen Sagengestalt                                                                                               | 1948                | | Lembekstraße              |
| Lenzweg (Lage)                | L133               | 0685                   | Harald Otmar Lenz (1798–1870), Zoologe | 1953                | westliche Straßenhälfte zwischen Eidelstedter Weg und Brehmweg in Stellingen, ansonsten in Lokstedt | Lenzweg                   |
| Lianenweg (Lage)              | L157               | 0240                   | nach der gleichnamigen Kletterpflanze | 1939                | | Lianenweg                 |
| Liethberg (Lage)              | L173               | 0080                   | nach einem Flurnamen | 1934                | | Liethberg                 |
| Liethwisch (Lage)             | L174               | 0310                   | nach einem Flurnamen | 1934                | | Liethwisch                |
| Lohbekstieg (Lage)            | L214               | 0465                   | nach der Lage in der Nähe der Lohbek | 1962                | | Lohbekstieg               |
| Lohkoppelweg (Lage)           | L229               | 0535                   | nach einem Flurnamen (Loh = Eichenwald) | 1929                | | Lohkoppelweg              |
| Lokstedter Grenzstraße (Lage) | L237               | 0620                   | nach dem Grenzverlauf zwischen Lokstedt und Stellingen                                                                                           | 1936                | Die Grundstücke auf der Westseite liegen in Stellingen, die Straßenfläche sowie die Grundstücke auf der östlichen Seite in Lokstedt. | Lokstedter Grenzstraße    |
| Lokstedter Höhe (Lage)        | L238               | 0110                   | nach der Lage im Stadtteil auf einer Anhöhe | 1950                | | Lokstedter Höhe           |
| Lokstedter Steindamm (Lage)   | L240               | 1435                   | nach dem gepflasterten Weg im Stadtteil | 1948                | Grundstücke zwischen Butenfeld und Martinistraße auf der östlichen Seite in Eppendorf, ansonsten in Lokstedt, insbesondere die komplette Straßenfläche. | Lokstedter Steindamm      |
| Lottestraße (Lage)            | L266               | 0460                   | durch die Terrain-Gesellschaft „Jägersche Erben Berlin und Schlesien“ benannt                                                                    | 1900                | | Lottestraße               |
| Lütt Süderfeld (Lage)         | L289               | 0065                   | in Anlehnung an die Süderfeldstraße | 1948                | niederdeutsch lütt = klein | Lütt Süderfeld            |
| Max-Tau-Straße (Lage)         | M431               | 0370                   | Max Tau (1897–1976), deutsch-norwegischer Schriftsteller                                                                                         | 1997                | | Max-Tau-Straße            |
| Meyermannweg (Lage)           | M179               | 0230                   | nach einer der ältesten Lokstedter Bauernfamilien                                                                                                | 1948                | | Meyermannweg              |
| Münsterstraße (Lage)          | M334               | 0425                   | nach der alteingesessenen Familie Münster | 1948                | In Lokstedt liegen nur die Grundstücke auf der Westseite, sonst in Eppendorf, insbesondere die komplette Straßenfläche. | Münsterstraße             |
| Mutzenbecherweg (Lage)        | M351               | 0430                   | Franz Matthias Mutzenbecher (1779–1846), Kaufmann und Vorbesitzer des Geländes                                                                   | 1952                | | Mutzenbecherweg           |
| Nedderfeld (Lage)             | N016               | 0675 (im Stadtteil)    | nach einer Flurbezeichnung | vor 1934            | niederdeutsch nedder = nieder östlich des Offakamps in Eppendorf | Nedderfeld                |
| Niendorfer Straße (Lage)      | N116               | 0705 (im Stadtteil)    | Hamburger Stadtteil Niendorf | 1899                | nördlich der Kollau in Niendorf | Niendorfer Straße         |
| Oddernskamp (Lage)            | O022               | 0365                   | Christoph und Jochim Odder, Vögte in Lokstedt | 1948                | | Oddernskamp               |
| Offakamp (Lage)               | O052               | 0335                   | Offa, legendärer König der Angeln | 1948                | Grundstücke auf der östlichen Seite in Eppendorf, ansonsten in Lokstedt, insbesondere die komplette Straßenfläche. | Offakamp                  |
| Osterfeldstraße (Lage)        | O139               | 0640 (im Stadtteil)    | nach einem Flurnamen, der ein östlich des Dorfes gelegenes Feld meint                                                                            | 1891                | östlich der Münsterstraße in Eppendorf | Osterfeldstraße           |
| Platanenallee (Lage)          | P136               | 0315                   | nach der gleichnamigen Pflanzenfamilie | um 1902             | | Platanenallee             |
| Repgowstieg (Lage)            | R159               | 0265                   | Eike von Repgow (* zwischen 1180 und 1190; † nach 1233), Verfasser des Sachsenspiegels                                                           | 1948                | | Repgowstieg               |
| Rimbertweg (Lage)             | R199               | 0640                   | Rimbert (830–888), Erzbischof von Bremen und Hamburg                                                                                             | 1962                | | Rimbertweg                |
| Rütersbarg (Lage)             | R351               | 0485                   | nach einem Flurnamen | um 1880             | | Rütersbarg                |
| Schillingsbektal (Lage)       | S166               | 0145                   | nach der Lage bei der Schillingsbek | 1898                | | Schillingsbektal          |
| Schillingsbekweg (Lage)       | S167               | 0155                   | nach der Lage bei der Schillingsbek | 1898                | | Schillingsbekweg          |
| Schwübb (Lage)                | S366               | 0415                   | nach einer volkstümlichen Bezeichnung | vor 1934            | Der Name „Schwübb“ ist vermutlich abgeleitet von „schwibben“ (schwanken) und bezieht sich auf feuchte Wiesen mit moorigem Untergrund. Beim Begehen oder Befahren der Wiesen schwankte (schwibbte) es entsprechend.                                              | Schwübb                   |
| Siebenschön (Lage)            | S422               | 0450                   | nach dem gleichnamigen Märchen von Ludwig Bechstein                                                                                              | 1948                | | Siebenschön               |
| Siemersplatz (Lage)           | S435               | 0180 × 30              | Heinrich Siemers (1865–1949), stellvertretender Gemeindevorsteher, später Kreistagsabgeordneter                                                  | 1919                | |                           |
| Sorthmannweg (Lage)           | S517               | 0160                   | Hermann und Moritz Sorthmann, von 1564 bis 1591 Vögte in Lokstedt                                                                                | 1948                | | Sorthmannweg              |
| Sottorfallee (Lage)           | S518               | 0465                   | nach der ab dem 16. Jahrhundert in Lokstedt ansässigen Bauernfamilie Sottorf                                                                     | 1948                | | Sottorfallee              |
| Spritzenweg (Lage)            | S561               | 0095                   | nach der Lage am früheren Spritzenhaus | 1865                | | Spritzenweg               |
| Stapelstraße (Lage)           | S591               | 0340                   | Franz Stapel, von 1624 bis 1657 Amtmann in Pinneberg                                                                                             | 1948                | | Stapelstraße              |
| Stedingweg (Lage)             | S601               | 0150                   | Johann Eberhard Steding, von 1606 bis 1618 Landdrost in Pinneberg                                                                                | 1958                | | Stedingweg                |
| Stellinger Chaussee (Lage)    | S666               | 0495                   | Hamburger Stadtteil Stellingen | vor 1914            | | Stellinger Chaussee       |
| Stresemannallee (Lage)        | S741               | 1325                   | Gustav Stresemann (1878–1929), Politiker | 1945                | | Stresemannallee           |
| Süderfeldstraße (Lage)        | S784               | 0490 (im Stadtteil)    | nach den südlich von Lokstedt gelegenen Feldern                                                                                                  | 1903                | Südlich gelegene Grundstücksflächen zwischen Butenfeld und Münsterstraße befinden sich auf Eppendorfer Gebiet, ansonsten in Lokstedt, insbesondere die komplette Straßenfläche.                                                                                 | Süderfeldstraße           |
| Troplowitzstraße (Lage)       | T905               | 0565                   | Oscar Troplowitz (1863–1918), Apotheker und Unternehmer                                                                                          | 1971                | südliche Straßenhälfte in Hoheluft-West; 2023 wurde der westliche Teil zwischen Wiesingerweg und Stresemannallee in Beiersdorfstraße umbenannt | Troplowitzstraße          |
| Veilchenstieg (Lage)          | V018               | 0695                   | in Anlehnung an den Veilchenweg | 1966                | | Veilchenstieg             |
| Veilchenweg (Lage)            | V019               | 0665                   | nach der gleichnamigen Pflanzengattung | vor 1938            | | Veilchenweg               |
| Vizelinstraße (Lage)          | V051               | 0655                   | Vizelin (um 1080–1154), Bischof von Oldenburg | 1948                | | Vizelinstraße             |
| Vogt-Wells-Kamp (Lage)        | V068               | 0135                   | in Anlehnung an die Vogt-Wells-Straße | 1962                | | Vogt-Wells-Kamp           |
| Vogt-Wells-Straße (Lage)      | V069               | 0315                   | nach mehreren Mitgliedern der Familie Wells | 1948                | Karl Heinrich Wells (1858–1928) war von 1889 bis 1900 Gemeindevorsteher, Heinrich Wells von 1848 bis 1851 und Joachim Hinrichs Wells waren von 1858 bis 1861 Vögte in Lokstedt.                                                                                 | Vogt-Wells-Straße         |
| Von-Eicken-Straße (Lage)      | V095               | 0310                   | Carl Heinrich von Eicken (1846–1926), Kaufmann und Fabrikant                                                                                     | 1948                | | Von-Eicken-Straße         |
| Wehmerstieg (Lage)            | W123               | 0090                   | in Anlehnung an den Wehmerweg | 1956                | | Wehmerstieg               |
| Wehmerweg (Lage)              | W124               | 0365                   | Heinrich Wehmer (1863–1937), von 1895 bis 1924 Rektor an der Lokstedter Volksschule sowie Organist an den Kirchen in Lokstedt und Niendorf       | 1948                | | Wehmerweg                 |
| Wiben-Peter-Straße (Lage)     | W213               | 0175                   | Peter Wiben (* vor 1531; † 1545), Landsknecht und Pirat                                                                                          | 1948                | | Wiben-Peter-Straße        |
| Widukindstraße (Lage)         | W223               | 0175                   | Widukind, Herzog von Sachsen | 1954                | | Widukindstraße            |
| Wiesingerweg (Lage)           | W249               | 0240 (im Stadtteil)    | Julius Ferdinand Ernst August Wiesinger (1850–1922), leitender Chirurg am Krankenhaus St. Georg                                                  | 1848                | In Lokstedt liegt nur die westliche Straßenhälfte zwischen Troplowitzstraße und Christian-Förster-Straße, ansonsten in Hoheluft-West. | Wiesingerweg              |
| Willinks Park (Lage)          | W289               | 0125                   | Carl Heinrich Willink (1807–1875), Kaufmann und Politiker, Vorbesitzer des Geländes                                                              | 1898                | | Willinks Park             |
| Winfridweg (Lage)             | W315               | 0365                   | Winfrid (* um 673; † 754 oder 755), Missionar | 1962                | | Winfridweg                |
| Wolfdietrichweg (Lage)        | W375               | 0095                   | Wolfdietrich, mittelalterliche Sagengestalt | 1956                | | Wolfdietrichweg           |
| Wullwisch (Lage)              | W420               | 0425                   | nach einem Flurnamen | 1950                | niederdeutsch Wull = Wolle, Wisch = Wiese | Wullwisch                 |